# قطعنامه ۵۸۳ شورای امنیت
قطعنامه ۵۸۳ شورای امنیت سازمان ملل متحد که در تاریخ ۱۸ آوریل ۱۹۸۶ تصویب شد، سندی بین‌المللی دربارهٔ اسرائیل-لبنان است. این قطعنامه طی نشست ۲۶۲۳ام با ۱۵ موافق، ۰ مخالف و ۰ ممتنع تصویب شد.